# الهجوم على حصن الرطبة (1941)
وقعت معركة حصن الرطبة خلال الحرب الأنجلو عراقية بين القوات البريطانية وقوات شرق الأردن والقوات العراقية الموالية لرشيد علي .

## خلفية
في الأول من مايو/أيار عام 1941، احتلت القوات الموالية لرشيد علي حصن الرطبة . وأُرسلت فرقة متقدمة من قوة هابفورس لمواجهتهم.

## صراع
في 8 مايو 1941، وصل رتل من الفيلق العربي ، بقيادة غلوب باشا ، إلى الحصن في منطقة الرطبة . وأقاموا حراسة على الأرض المحيطة بالحصن، في انتظار قصف سلاح الجو الملكي الوشيك. دافع عن الحصن ما يقرب من 100 شرطي، معظمهم من شرطة الصحراء العراقية. وصلت طائرات بلينهايم المتمركزة في H4 من السرب رقم 203 لسلاح الجو الملكي البريطاني وقصفت الحصن، واعتقدت أن الحصن قد استسلم، فغادرت. لم يستسلم الحصن وعاد سلاح الجو الملكي البريطاني مرتين في ذلك اليوم لقصف الحصن دون جدوى.
في اليوم التالي، واصل سلاح الجو الملكي البريطاني قصف الحصن على فترات متقطعة. وتعرضت إحدى الطائرات لنيران كثيفة من أسلحة خفيفة، مما أدى إلى تحطمها في اثناء عودتها إلى المطار، مما أسفر عن مقتل الطيار. في ذلك المساء، وصلت 40 شاحنة مزودة برشاشات إلى الحصن لتعزيز الحامية. نصف الشاحنات كانت قوات غير نظامية بقيادة فوزي القاوقجي ، والنصف الآخر من شرطة الصحراء العراقية. قرر غلوب سحب جنوده إلى المنطقة H3 لانتظار تعزيزات الرتل الرئيسي.وصل الفيلق العربي إلى H3 في صباح يوم 10 مايو، ووجد سرية السيارات المدرعة رقم 2 التابعة لسلاح الجو الملكي البريطاني بقيادة قائد السرب مايكل كاسانو تنتظر هناك. أُرسل السرب قبل الرتل الرئيسي لمساعدة الفيلق العربي في الاستيلاء على الرطبة. أخذ كاسانو سياراته المدرعة إلى الرطبة بينما كان الفيلق العربي يُجدد إمداداته في H3. خاضت سيارات كاسانو المدرعة معركة ضد شاحنات القاوقجي طوال معظم بقية اليوم، ورغم أن النتيجة لم تكن حاسمة، إلا أن الشاحنات تراجعت شرقًا تحت جنح الظلام تاركة الحامية لمصيرها. في تلك الليلة، نجح سلاح الجو الملكي البريطاني في قصف ليلي، حيث سقطت عدة قنابل داخل الحصن.
بعد انسحاب شاحنات القاوقجي والقصف الناجح من قبل سلاح الجو الملكي البريطاني، انسحبت الحامية من الحصن تحت جنح الظلام. في صباح يوم 11 مايو، وصل رتل الفيلق العربي وحاصر الحصن بينما استمرت سيارات كاسون المدرعة في قتال فلول قوات شرطة الصحراء العراقية. خلال النهار، غادر جيمس جوزيف كينغستون ، قائد كينغكول ، مع بعض من موظفيه وقوات حماية من البلوز والرويال وحرس الحياة ، H3 إلى الحصن في الرطبة. ترك كينغستون قواته الواقية على حافة المدينة، وتوجه وسومرست دي تشير ، مساعده، إلى الحصن والتقيا بغلوب باشا.

## العواقب
تم إنتاج فيلم عن هذا الصراع بواسطة شركة باثي البريطانية وتم نشره في 9 يونيو 1941 تحت عنوان "الحرب في العراق". 

## ملحوظات